# Paraechinus hypomelas
Il riccio di Brandt (Paraechinus hypomelas Brandt, 1836) è una specie di riccio appartenente alla famiglia degli Erinaceidi.

## Descrizione
Dalla testa alla base della coda misura 20-25 cm, mentre quest'ultima è lunga 1-4 cm; pesa 320-400 g. Come tutti i ricci, anche quello di Brandt è ricoperto da un fitto rivestimento di aculei, ha un muso allungato ed è in grado di arrotolarsi a palla quando si sente minacciato. In gran parte dell'areale che occupa, è la specie di riccio più grande, nonché quella più numerosa; presenta una colorazione quasi completamente nera, con faccia e muso neri, ma gli aculei possono essere bianchi alla base. Come altri membri del suo genere, possiede una zona glabra sulla fronte e mostra una certa variabilità nella colorazione generale.
Gli studiosi riconoscono varie sottospecie di riccio di Brandt. La specie può essere distinta dal riccio del deserto (Paraechinus aethiopicus), dall'aspetto molto simile, per le dimensioni maggiori, le orecchie più grandi, la colorazione più scura e l'assenza di una fascia bianca attraverso la faccia. I suoi aculei, inoltre, non sono bianchi all'estremità.

## Biologia
Il riccio di Brandt è attivo di notte, ma dopo la pioggia può avventurarsi allo scoperto anche di giorno, per mangiare gli insetti che emergono dal terreno. Oltre agli insetti, la sua dieta comprende probabilmente un'ampia gamma di altri invertebrati, piccoli vertebrati, uova e nidiacei di specie di uccelli che nidificano al suolo e sostanze di origine vegetale, come la frutta. Sebbene la maggior parte dei ricci abbia abitudini solitarie, il riccio di Brandt si raduna in gran numero presso i migliori siti di foraggiamento, dove in determinate date si possono rinvenire gruppi composti anche da 30 esemplari. Come gli altri ricci, questa specie ha una vista scarsa, e localizza le fonti di cibo soprattutto grazie all'olfatto. Quando si sente minacciato, il riccio di Brandt può compiere strani movimenti a scatti per scoraggiare i predatori.
Il riccio di Brandt non è un attivo scavatore, e generalmente trascorre le ore del giorno arrotolato tra i detriti, in una cavità del terreno o in una fenditura tra le rocce. Ogni giorno riposa in un luogo diverso, ma una femmina con i piccoli tenderà ad utilizzare lo stesso nido fino a quando i giovani saranno abbastanza grandi da seguirla a piedi. Il riccio di Brandt può entrare in ibernazione durante la stagione fredda, ed è stato segnalato che diventi meno attivo durante i mesi più caldi, specialmente nei deserti. Si pensa che la maggior parte delle nascite avvenga in primavera, quando le femmine danno alla luce nidiate di tre o quattro piccoli. I giovani ricci di Brandt aprono gli occhi dopo circa 21 giorni e, come gli altri giovani ricci, vengono probabilmente svezzati intorno alle sei settimane. In cattività, esemplari appartenenti a questa specie sono vissuti per almeno sette anni.

## Distribuzione e habitat
Il riccio di Brandt occupa un areale molto esteso, che dalla penisola arabica, attraverso l'Iran meridionale e le regioni meridionali dell'Asia centrale, giunge fino al Pakistan e all'India. Nella penisola arabica, gli studiosi ritengono che sia una specie relitta, in gran parte limitata alle regioni montuose e con una distribuzione piuttosto disgiunta.
Questo riccio vive generalmente in ambienti aridi, quali le regioni rocciose e le zone rivierasche di deserti e semideserti. Si ritiene che prediliga i terreni argillosi a quelli sabbiosi, e viene generalmente rinvenuto nelle regioni montuose, sebbene non alle altitudini più elevate.

## Tassonomia
Ne vengono ufficialmente riconosciute cinque sottospecie:
- P. h. hypomelas Brandt, 1836;
- P. h. blanfordi Anderson, 1878;
- P. h. eversmanni Ognev, 1927;
- P. h. sabaeus Thomas, 1922;
- P. h. seniculus Thomas, 1922.